# Morti nel 1945/Maggio
| Questa pagina contiene informazioni ricavate automaticamente dalle voci biografiche con l'ausilio del template Bio e di un bot. L'aggiornamento è periodico e automatico e ricostruisce completamente la pagina. Se manca una persona in questa lista, sei pregato di non aggiungerla, ma accertati piuttosto che la sua voce biografica contenga il template Bio e che i dati anagrafici siano correttamente compilati. Se il template Bio manca, inseriscilo tu stesso o, in alternativa, metti l'avviso {{tmp\|Bio}} che ne segnala la mancanza. Se i dati riportati sono sbagliati, correggi direttamente la voce biografica; le modifiche saranno visibili in questa lista entro pochi giorni. Per chiarimenti vedi il progetto biografie. La lista contiene solo le 161 persone che sono citate nell'enciclopedia e per le quali è stato implementato correttamente il template Bio. Pagina aggiornata al 2 ago 2025. |

- 1º maggio - Alwin-Broder Albrecht, militare tedesco (n. 1903)
- 1º maggio - Arturo Bianchi, militare italiano (n. 1900)
- 1º maggio - Magda Goebbels, attivista tedesca (n. 1901)
- 1º maggio - Joseph Goebbels, politico e giornalista tedesco (n. 1897)
- 1º maggio - Adolf Haas, militare tedesco (n. 1893)
- 1º maggio - René Lalique, disegnatore, vetraio e orafo francese (n. 1860)
- 1º maggio - Werner Ostendorff, generale tedesco (n. 1903)
- 1º maggio - Santi Quasimodo, generale italiano (n. 1887)
- 1º maggio - Helmut Sievert, calciatore tedesco (n. 1914)
- 2 maggio - Adriano Adami, militare italiano (n. 1921)
- 2 maggio - Martin Bormann, politico, generale e criminale di guerra tedesco (n. 1900)
- 2 maggio - Wilhelm Burgdorf, generale tedesco (n. 1895)
- 2 maggio - Pietro Cortiula, presbitero italiano
- 2 maggio - Ewald Lindloff, militare tedesco (n. 1908)
- 2 maggio - Franz Schädle, militare tedesco (n. 1906)
- 2 maggio - Karl Fritzsch, militare tedesco (n. 1903)
- 2 maggio - Georg Betz, ufficiale tedesco (n. 1903)
- 2 maggio - Walther Hewel, diplomatico tedesco (n. 1904)
- 2 maggio - Ernst Hermann Himmler, militare, funzionario e ingegnere tedesco (n. 1905)
- 2 maggio - Hans Krebs, generale tedesco (n. 1898)
- 2 maggio - Michele Morsero, militare e prefetto italiano (n. 1895)
- 2 maggio - James Brindley Nicolson, militare e aviatore inglese (n. 1917)
- 2 maggio - Peter Högl, militare e poliziotto tedesco (n. 1897)
- 2 maggio - Joachim von Siegroth, generale tedesco (n. 1896)
- 2 maggio - Ludwig Stumpfegger, medico tedesco (n. 1910)
- 2 maggio - Eugène Vaulot, militare francese (n. 1923)
- 2 maggio - Eduard Weiter, militare tedesco (n. 1889)
- 2 maggio - Joachim Ziegler, generale tedesco (n. 1904)
- 2 maggio - Valdemaro di Prussia, principe (n. 1889)
- 2 maggio - Rudolf Singule, militare austro-ungarico (n. 1883)
- 3 maggio - Mario Blasich, politico italiano (n. 1878)
- 3 maggio - René Blieck, poeta e avvocato belga (n. 1910)
- 3 maggio - Ettore Castelli, vescovo cattolico italiano (n. 1881)
- 3 maggio - Noël Declercq, ciclista su strada belga (n. 1913)
- 3 maggio - János Garay, schermidore ungherese (n. 1889)
- 3 maggio - Marten Geertsema, olandese (n. 1904)
- 3 maggio - Marilena Grill, militare italiana (n. 1928)
- 3 maggio - Romolo Re, calciatore italiano (n. 1904)
- 3 maggio - Albert Sauer, militare tedesco (n. 1898)
- 3 maggio - Nevio Skull, imprenditore e politico italiano (n. 1903)
- 4 maggio - Fedor von Bock, generale tedesco (n. 1880)
- 4 maggio - Karl Dannemann, attore tedesco (n. 1896)
- 4 maggio - Anna Dodge, attrice statunitense (n. 1867)
- 4 maggio - Harald Geppert, matematico tedesco (n. 1902)
- 4 maggio - Riccardo Gigante, politico, giornalista e imprenditore italiano (n. 1881)
- 4 maggio - John Augur Holabird, architetto statunitense (n. 1886)
- 4 maggio - Roberto Lepetit, imprenditore e antifascista italiano (n. 1906)
- 4 maggio - Giorgio Marincola, partigiano italiano (n. 1923)
- 4 maggio - Walter Weiler, calciatore svizzero (n. 1903)
- 5 maggio - Tytus Czyżewski, scrittore e pittore polacco (n. 1885)
- 5 maggio - Otto-Heinrich Drechsler, militare, politico e dentista tedesco (n. 1895)
- 5 maggio - Josef Gangl, militare e antifascista tedesco (n. 1910)
- 5 maggio - Franz Hofer, regista, sceneggiatore e produttore cinematografico tedesco (n. 1882)
- 5 maggio - Emanuel Moravec, ufficiale e scrittore ceco (n. 1893)
- 5 maggio - Pietro Salvo, politico italiano (n. 1891)
- 5 maggio - Gino Tommasi, ingegnere e partigiano italiano (n. 1895)
- 6 maggio - Erminio Dones, canottiere e alpinista italiano (n. 1882)
- 6 maggio - Charles Franklin Reaugh, artista, fotografo e insegnante statunitense (n. 1860)
- 6 maggio - Otto Satzinger, tuffatore austriaco (n. 1878)
- 7 maggio - Kalmi Baruh, ispanista bosniaco (n. 1896)
- 7 maggio - Luigi Canali, partigiano e esperantista italiano (n. 1912)
- 7 maggio - Kenneth Craik, psicologo scozzese (n. 1914)
- 7 maggio - Luigi Giorgi, militare italiano (n. 1913)
- 8 maggio - Ernst-Günther Baade, generale tedesco (n. 1897)
- 8 maggio - Georg Bachmayer, militare tedesco (n. 1913)
- 8 maggio - Julius Baruch, lottatore e sollevatore tedesco (n. 1892)
- 8 maggio - Francis Bruguière, fotografo e pittore statunitense (n. 1879)
- 8 maggio - Grigorij Ivanovič Davidenko, militare e aviatore sovietico (n. 1921)
- 8 maggio - Torquato Fraccon, partigiano e politico italiano (n. 1887)
- 8 maggio - Werner von Gilsa, generale e ginnasta tedesco (n. 1889)
- 8 maggio - Aleksej Ivanovič Gračëv, militare e aviatore sovietico (n. 1914)
- 8 maggio - Giovanni Kasman, compositore russo (n. 1886)
- 8 maggio - Emil Perška, calciatore jugoslavo (n. 1897)
- 8 maggio - Wilhelm Rediess, generale tedesco (n. 1900)
- 8 maggio - Bernhard Rust, politico tedesco (n. 1883)
- 8 maggio - Rudolf von Sebottendorff, ingegnere, agente segreto e esoterista tedesco (n. 1875)
- 8 maggio - Josef Terboven, politico tedesco (n. 1898)
- 9 maggio - Erpo von Bodenhausen, generale tedesco (n. 1897)
- 9 maggio - Frank Bourne, militare britannico (n. 1855)
- 9 maggio - Alessandro Canezza, storico e medico italiano (n. 1882)
- 9 maggio - Sebastiano Caprino, giornalista e conduttore radiofonico italiano (n. 1917)
- 9 maggio - Walter Frank, storico tedesco (n. 1905)
- 9 maggio - Friedrich Wilhelm Krüger, generale tedesco (n. 1894)
- 9 maggio - František Rosmaisl, calciatore boemo (n. 1884)
- 9 maggio - Icilio Zuliani, calciatore italiano (n. 1909)
- 10 maggio - Fritz Freitag, generale tedesco (n. 1894)
- 10 maggio - Richard Glücks, generale e poliziotto tedesco (n. 1889)
- 10 maggio - Konrad Henlein, avvocato e politico tedesco (n. 1898)
- 10 maggio - Heinz Roch, generale e poliziotto tedesco (n. 1905)
- 10 maggio - Aleksandr Sergeevič Ščerbakov, politico e generale sovietico (n. 1901)
- 11 maggio - John Commons, economista statunitense (n. 1862)
- 11 maggio - Heinrich Fehlis, poliziotto tedesco (n. 1906)
- 11 maggio - Stacia Napierkowska, attrice cinematografica e danzatrice francese (n. 1891)
- 11 maggio - Attilio Odero, imprenditore italiano (n. 1854)
- 11 maggio - Carlo Tiengo, avvocato e prefetto italiano (n. 1892)
- 11 maggio - Christian Weber, militare tedesco (n. 1883)
- 12 maggio - Giuseppe Enzo Baglioni, incisore e ingegnere italiano (n. 1884)
- 12 maggio - Martin Hammitzsch, architetto e politico tedesco (n. 1878)
- 12 maggio - Pancrazio Pfeiffer, presbitero tedesco (n. 1872)
- 12 maggio - Richard Thomalla, militare e ingegnere tedesco (n. 1903)
- 12 maggio - Carolina Maria d'Asburgo-Lorena, nobile austriaca (n. 1869)
- 13 maggio - Martin Luther, diplomatico e politico tedesco (n. 1895)
- 13 maggio - Heinz Thilo, militare tedesco (n. 1911)
- 14 maggio - Wolfgang Lüth, militare tedesco (n. 1913)
- 14 maggio - Georges Roes, tiratore a volo francese (n. 1889)
- 14 maggio - Remigio Scavazza, calciatore italiano (n. 1912)
- 15 maggio - Walther Bierkamp, generale e poliziotto tedesco (n. 1901)
- 15 maggio - Aleksandr Kirillovič Ledaščev, regista cinematografico sovietico (n. 1895)
- 15 maggio - Andrea Lorenzetti, politico e partigiano italiano (n. 1907)
- 15 maggio - Viktor Aleksandrovič Turin, regista cinematografico russo (n. 1895)
- 15 maggio - Charles Williams, scrittore e poeta inglese (n. 1886)
- 16 maggio - Umberto Berni, ciclista su strada italiano (n. 1900)
- 16 maggio - Shintarō Hashimoto, ammiraglio giapponese (n. 1892)
- 16 maggio - Harry Sundberg, calciatore svedese (n. 1898)
- 17 maggio - Dragutin Babić, calciatore jugoslavo (n. 1898)
- 17 maggio - Bobby Hutchins, attore statunitense (n. 1925)
- 17 maggio - Guy Coburn Robson, zoologo britannico (n. 1888)
- 18 maggio - William Joseph Simmons, predicatore statunitense (n. 1880)
- 18 maggio - Henning von Thadden, militare tedesco (n. 1898)
- 19 maggio - Philipp Bouhler, politico e generale tedesco (n. 1899)
- 19 maggio - Mario Carità, poliziotto, criminale di guerra e militare italiano (n. 1904)
- 19 maggio - Horace Finaly, banchiere francese (n. 1871)
- 20 maggio - Albert Amrhein, rugbista a 15 tedesco (n. 1870)
- 20 maggio - Giuseppe Biasi, pittore, incisore e illustratore italiano (n. 1885)
- 20 maggio - Aleksandr Evgen'evič Fersman, geologo, mineralogista e esploratore russo (n. 1883)
- 20 maggio - Robert Newhard, direttore della fotografia statunitense (n. 1884)
- 20 maggio - Vladimir Vazov, generale e politico bulgaro (n. 1868)
- 21 maggio - Nicola Badaloni, politico italiano (n. 1854)
- 21 maggio - Horace B. Carpenter, attore, regista e sceneggiatore statunitense (n. 1875)
- 21 maggio - Marguerite Syamour, scultrice francese (n. 1857)
- 21 maggio - Aldo Gastaldi, militare e partigiano italiano (n. 1921)
- 21 maggio - Wilhelm Hasse, generale tedesco (n. 1894)
- 21 maggio - Kanin Kotohito, generale giapponese (n. 1865)
- 21 maggio - Hans-Adolf Prützmann, generale tedesco (n. 1901)
- 21 maggio - Antonio Seghezzi, presbitero e partigiano italiano (n. 1906)
- 22 maggio - Walter Krüger, generale tedesco (n. 1890)
- 22 maggio - Ettore Leopardi, imprenditore, politico e nobile italiano (n. 1874)
- 22 maggio - Margaret Leigh, nobildonna e scrittrice inglese (n. 1849)
- 23 maggio - Hans-Georg von Friedeburg, ammiraglio tedesco (n. 1895)
- 23 maggio - Heinrich Himmler, generale, poliziotto e criminale di guerra tedesco (n. 1900)
- 23 maggio - Giuseppe Preci, presbitero italiano (n. 1883)
- 24 maggio - Robert Ritter von Greim, generale e aviatore tedesco (n. 1892)
- 24 maggio - Walter Scherff, generale tedesco (n. 1898)
- 24 maggio - Franz Ziereis, militare tedesco (n. 1905)
- 25 maggio - Dem'jan Bednyj, poeta sovietico (n. 1883)
- 25 maggio - Francesco Ercole, storico e politico italiano (n. 1884)
- 25 maggio - Vilém Kurz, pianista e docente cecoslovacco (n. 1872)
- 27 maggio - Enno Lolling, medico tedesco (n. 1888)
- 27 maggio - Rudolf Querner, generale tedesco (n. 1893)
- 27 maggio - Josef Šusta, storico, scrittore e politico ceco (n. 1874)
- 27 maggio - Francesco Tommasini, diplomatico italiano (n. 1875)
- 28 maggio - Lothar van Gogh, calciatore olandese (n. 1888)
- 29 maggio - Mihail Sebastian, scrittore, commediografo e giornalista romeno (n. 1907)
- 30 maggio - August Lösch, economista tedesco (n. 1906)
- 30 maggio - Acácio Mesquita, calciatore portoghese (n. 1909)
- 31 maggio - Otello Gaggi, operaio e antifascista italiano (n. 1896)
- 31 maggio - Odilo Globočnik, generale e politico austriaco (n. 1904)
- 31 maggio - Oskar Heinroth, biologo tedesco (n. 1871)
- 31 maggio - Gustav-Adolf von Nostitz-Wallwitz, generale tedesco (n. 1898)
- 31 maggio - Leonid Osipovič Pasternak, pittore russo (n. 1862)
- 31 maggio - Friedrich Sarre, archeologo, orientalista e storico dell'arte tedesco (n. 1865)